# Mission: Impossible II
Mission: Impossible II of M:I-2 is een Amerikaanse actiefilm van John Woo uit 2000. De film is het vervolg op het succesvolle deel 1 van Mission Impossible uit de filmreeks. Wereldwijd bracht de film 546 miljoen dollar op.

## Verhaal
Ethan Hunt (Tom Cruise) moet een dodelijk virus vernietigen, dat is ontwikkeld door een geneesmiddelenfabrikant. Deze geneesmiddelenfabrikant heeft het antigif in handen, waardoor de directeur enorm rijk zou worden. Wanneer ze aangekomen zijn bij het laboratorium waar het dodelijke virus zich bevindt, besluit een teamgenoot van Hunt, Nyah, zichzelf in te spuiten met het dodelijke virus, zodat zijzelf en de omgeving geen risico's oplopen. Hierna wordt Nyah gedropt in het midden van Sydney. Er volgt een race tegen de klok waarin Hunt zo snel mogelijk het antigif moet vinden en bezorgen bij Nyah.

## Rolverdeling
| Acteur           | Personage                  |
| ---------------- | -------------------------- |
| Tom Cruise       | Ethan Hunt                 |
| Dougray Scott    | Sean Ambrose               |
| Thandie Newton   | Nyah Nordoff-Hall          |
| Ving Rhames      | Luther Stickell            |
| Richard Roxburgh | Hugh Stamp                 |
| John Polson      | Billy Baird                |
| Brendan Gleeson  | John C. McCloy             |
| Rade Serbedzija  | Dr. Nekhorvich             |
| William Mapother | Wallis                     |
| Dominic Purcell  | Ulrich                     |
| Anthony Hopkins  | Mission Commander Swanbeck |

## Muziek
De muziek van film werd gecomponeerd door Hans Zimmer, met uitgezonderd van de "Mission: Impossible Theme", die werd in de jaren zestig geschreven door Lalo Schifrin voor de televisieserie Mission: Impossible. De akoestische gitaar klanken die meerdere malen voorkomen tijdens de film werden gespeeld door Heitor Pereira. Er werd ook een soundtrack uitgebracht door Hollywood Records met de muziek van Limp Bizkit, Metallica, Foo Fighters en Brian May en de originele filmmuziek van Zimmer. De platenmaatschappij bracht een maand later nog een soundtrack uit met ditmaal alleen de muziek van Zimmer.

## Trivia
- Metallica maakte voor Mission: Impossible II het lied 'I Disappear'.
- Het nummer 'Take a Look Around (Theme from M:I-2)' van Limp Bizkit werd in Nederland en België een top 10-hit.